# 36-и награди Златна малинка
36-ите награди Златна малинка са връчени на 27 февруари 2016 г. Номинациите са обявени на 13 януари.

## Награди и номинации по категория
| Най-лош филм | Най-лош производен филм |
| --- | --- |
| - Петдесет нюанса сиво - Фантастичната четворка - Пиксели - Пътят на Юпитер - Ченгето на мола 2 | - Фантастичната четворка - Алвин и Чипоносковците: Голямото чипоключение - Джакузи машина на времето 2 - Ченгето на мола 2 - Човешка стоножка 3                                                                                                |
| Най-лош режисьор | Най-лош сценарий |
| - Джош Транк – Фантастичната четворка - Том Сикс – Човешка стоножка 3 - Сам Тейлър-Джонсън – Петдесет нюанса сиво - Лана и Андрю Уашовски – Пътят на Юпитер - Анди Фикман – Ченгето на мола 2 | - Петдесет нюанса сиво – Кели Марсел - Пиксели – Тим Херлихи и Тимъти Даулинг - Пътят на Юпитер – Лана и Андрю Уашовски - Фантастичната четворка – Саймън Кинбърг и Джеръми Слейтър, Джош Транк - Ченгето на мола 2 – Ник Бакай и Кевин Джеймс |
| Най-лош актьор | Най-лоша актриса |
| - Джейми Дорнан – Петдесет нюанса сиво - Джони Деп – Мордекай - Кевин Джеймс – Ченгето на мола 2 - Адам Сандлър – The Cobbler и Пиксели - Чанинг Тейтъм – Пътят на Юпитер | - Дакота Джонсън – Петдесет нюанса сиво - Мила Кунис – Пътят на Юпитер - Дженифър Лопес – Съседското момче - Гуинет Полтроу – Мордекай - Катрин Хайгъл – Home Sweet Hell                                                                       |
| Най-лош актьор в поддържаща роля | Най-лоша актриса в поддържаща роля |
| - Еди Редмейн – Пътят на Юпитер - Джош Гад – Пиксели и „Кум под наем“ ООД - Кевин Джеймс – Пиксели - Джейсън Лий – Алвин и Чипоносковците: Голямото чипоключение - Чеви Чейс – Джакузи машина на времето 2 и Ваканция | - Кейли Куоко – Алвин и Чипоносковците: Голямото чипоключение (глас) и „Кум под наем“ ООД - Руни Мара – Пан - Мишел Монахан – Пиксели - Джулиан Мур – Седмият син - Аманда Сайфред – Тиха нощ, луда нощ и Пан                                  |
| Screen Combo | Redeemer Award |
| - Джейми Дорнан и Дакота Джонсън – Петдесет нюанса сиво - Майлс Телър, Майкъл Джордан, Кейт Мара и Джейми Бел – Фантастичната четворка - Джони Деп и фалшивият му мустак – Мордекай - Кевин Джеймс и неговият сегуей или фалшивият му мустак – Ченгето на мола 2 - Адам Сандлър и който и да е чифт обувки – The Cobbler | - Силвестър Сталоун – Крийд: Сърце на шампион - Елизабет Банкс – Перфектният ритъм 2 - М. Найт Шаямалан – The Visit - Уил Смит – Concussion |